# Liste der reichsten Philippiner
Diese Liste zählt die reichsten Philippiner nach Angaben des US-amerikanischen Magazins Forbes auf (Stand 2022):
| Rang (Philippinen) | Rang (weltweit) | Name                 | Nettovermögen (USD) | Alter | Staatsbürgerschaft | Wohnsitz    | Herkunft des Vermögens                    |
| ------------------ | --------------- | -------------------- | ------------------- | ----- | ------------------ | ----------- | ----------------------------------------- |
| 1                  | 263             | Manuel Villar junior | $8,3 Milliarden     | 72    | Philippinen        | Philippinen | C&P Homes                                 |
| 2                  | 369             | Enrique Razon        | $6,7 Milliarden     | 62    | Philippinen        | Philippinen | International Container Terminal Services |
| 3                  | 1096            | Andrew Tan           | $2,8 Milliarden     | 70    | Philippinen        | Philippinen | Alliance Global Group                     |
| 3                  | 1096            | Henry Sy Jr.         | $2,6 Milliarden     | 69    | Philippinen        | Philippinen | Erbe von Henry Sy (SM Prime Holdings)     |
| 5                  | 1292            | Herbert Sy           | $2,6 Milliarden     | 65    | Philippinen        | Philippinen | Erbe von Henry Sy (SM Prime Holdings)     |
| 5                  | 1292            | Hans Sy              | $2,6 Milliarden     | 66    | Philippinen        | Philippinen | Erbe von Henry Sy (SM Prime Holdings)     |
| 7                  | 1292            | Teresita Sy-Coson    | $2,4 Milliarden     | 66    | Philippinen        | Philippinen | Erbe von Henry Sy (SM Prime Holdings)     |
| 7                  | 1292            | Harley Sy            | $2,4 Milliarden     | 71    | Philippinen        | Philippinen | Erbe von Henry Sy (SM Prime Holdings)     |
| 9                  | 1445            | Elizabeth Sy         | $2,1 Milliarden     | 62    | Philippinen        | Philippinen | Erbe von Henry Sy (SM Prime Holdings)     |
| 10                 | 1513            | Ramon S. Ang         | $2,0 Milliarden     | 69    | Philippinen        | Philippinen | Top Frontier Investment Holdings          |